# Маган (аэропорт)
Аэропорт «Маган» — аэропорт местных воздушных линий, расположенный в одноимённом селе республики Якутия в 12 км от Якутска. 
Обеспечивает самолётное и вертолётное авиасообщение с некоторыми райцентрами Якутии, а также является запасным аэродромом для рейсов, следующих в международный аэропорт «Якутск».

## История
В 1942 году для перегонки американских самолётов в СССР открылась авиатрасса Алсиб; и для её обслуживания в 1943 году был открыт аэродром Маган — в качестве запасного для аэропорта Якутска. На аэродроме была построена ВПП длиной 3,4 км.
В послевоенное время (и вплоть до 1990 года) аэродром в зимний период года широко использовался в качестве запасного аэродрома для авиарейсов, следующих в Якутск (поскольку аэропорт Якутск часто закрыт морозным туманом). Зимой грунтовая ВПП аэродрома по условиям прочности покрытия была способна принимать тяжёлые самолёты вплоть до Ту-154 и Ил-76.

## Принимаемые типыВС
С ноября по март самолёты 2-4 класса (Як-42, Ту-134, Ан-12 и все более лёгкие), с апреля по октябрь самолёты 4 класса (Ан-2, Ан-3Т, Л-410, Diamond DA40 и им подобные).  Вертолёты всех типов круглогодично.

## Показатели деятельности
| год             | 2014 | 2015 | 2016 | 2017  |
| тыс. пассажиров | 21,7 | 12,5 | 11,3 | 10,67 |
| Источники:      |      |      |      |       |

## Происшествия
21 ноября 1990 года в аэропорту произошла авария самолёта Ил-62 (бортовой номер СССР-86613) авиакомпании Аэрофлот (СССР) Домодедовского производственного объединения. Аэропорт Якутск был закрыт по метеоусловиям (морозный туман) и рейсы направлялись в аэропорт Маган, полоса которого в зимнее время удлинялась снегом и льдом для приема тяжёлых самолётов. Экипаж, будучи не подготовленным к посадкам на заснеженной грунтовой ВПП, при заходе на посадку на аэродром Маган допустил пролет торца ВПП на повышенной высоте, посадку с перелётом и выкатывание за пределы ВПП. 9 пассажиров и 3 члена экипажа получили телесные повреждения. Ремонт самолёта был признан нецелесообразным. Останки самолета до сих пор находятся в аэропорту Маган. После этой аварии полёты воздушных судов 1 и 2 классов в аэропорт Маган были запрещены.